# Норвежки език
Норвежкият език е северногермански език, който се говори като майчин от около 5 милиона души, предимно в Норвегия, където е официален. Той се говори също от около 50 – 60 хиляди норвежки емигранти в САЩ, предимно в Средния запад. Норвежкият, шведският и датският образуват континентално-северните езици, донякъде взаиморазбираеми. Норвежкият език може да се проследи до западния клон на старонордския език, от който също така водят началото си исландският и фарьорският език. Днес норвежкият език е по-близък до шведския и датския, които са произлезли от източния клон на старонордския език, отколкото до островно-северните езици, именно исландския и фарьорския. Норвежкият език не може да се разграничи като такъв от шведския и датския, ако се използват чисто езиковедски критерии. В действителност може да се твърди, че норвежкият език е тази част от северногерманските диалекти, която се говори на територията на Норвегия.
Норвежкият правопис се измества частично от датския в късното Средновековие. Едва през XIX век възниква ландсмол (език на норвежкото село), който по-късно започва да се нарича ниношк (нов норвежки език). Това събитие поставя началото на споровете около норвежкия език. В днешно време около 85 – 90 процента от населението в Норвегия използва букмол, езикът на книгите, който се основава на датския правопис.
| главни букви |   |   |   |   |   |   |   |   |   |   |   |   |   |   |   |   |   |   |   |   |   |   |   |   |   |   |   |   |
| A            | B | C | D | E | F | G | H | I | J | K | L | M | N | O | P | Q | R | S | T | U | V | W | X | Y | Z | Æ | Ø | Å |
| малки букви  |   |   |   |   |   |   |   |   |   |   |   |   |   |   |   |   |   |   |   |   |   |   |   |   |   |   |   |   |
| a            | b | c | d | e | f | g | h | i | j | k | l | m | n | o | p | q | r | s | t | u | v | w | x | y | z | æ | ø | å |

Норвежки език може да се отнася за някой от следните езици и диалекти:
- източноскандинавски езици
  - букмол – традиционния официален език на Норвегия, говорен от 90% от населението
  - риксмол
- западноскандинавски езици
  - нюношк – също официален език на Норвегия
  - йогношк